# Industrisole
Industrisole – sztuczne gleby antropogeniczne występujące na terenach górniczych, powstające np. w wyniku rekultywacji wyrobisk i hałd oraz gleby naturalne, silnie zdegradowane wskutek silnego oddziaływania  zanieczyszczeń przemysłowych.